# Dalkút
Dalkút (arabsky ضلكوت‎) je vesnice a správní okrsek (vilájet) v guvernorátu Dafár na jihozápadě Sultanátu Omán. Nachází se přibližně 120 km jihozápadně od Salály.

## Obyvatelstvo
Podle oficiálních údajů vzrostl počet obyvatel vilájetu Dalkút meziročně v letech 2003 až 2008 průměrně o 3,3 %, při čemž složená roční míra růstu podílu původních obyvatel vzrostla o 2,2 %, složená roční míra růstu přistěhovalců stoupla o 10,1 %.
| Vilájet Dalkut               | 2008   | 2007   | 2006   | 2005   | 2004   | 2003   |
| ---------------------------- | ------ | ------ | ------ | ------ | ------ | ------ |
| Celkový počet obyvatel       | 3 468  | 3 350  | 3 205  | 3 124  | 3 022  | 2 952  |
| Původní obyvatelstvo         | 2 880  | 2 812  | 2 751  | 2 687  | 2 624  | 2 588  |
| Přistěhovalecké obyvatelstvo | 588    | 538    | 454    | 437    | 398    | 364    |
| Podíl přistěhovalců          | 17,0 % | 16,1 % | 14,2 % | 14,0 % | 13,2 % | 12,3 % |